# Мотидзуки, Томоми
Томоми Мотидзуки (яп. 望月 智充 Мотидзуки Томоми, родился 31 декабря, 1958 в префектуре Хоккайдо, Япония) — режиссёр аниме, сценарист и продюсер. Женат на художнице анимации Масако Гото. Имеет псевдоним Го Сакамото (яп. 坂本 郷 Сакамото Го), который иногда использует, когда пишет сценарий или работает над раскадровками. Известен с начала 1990-х годов как режиссёр аниме «Ранма ½», Kimagure Orange Road и аниме-фильма Studio Ghibli «Здесь слышен океан». Томоми также известен в качестве режиссёра аниме-сериалов «Двойная Спика», Absolute Boy, Porphy no Nagai Tabi, а в 2010 году режиссировал серии House of Five Leaves, транслирующиеся в программе noitaminA на японском телеканале Fuji Television.
Во время учёбы в университете Васэда Мотидзуки вступил в кружок анимации. В 1981 году он начал работать на студии Ajia-do Animation Works. Его дебют состоялся годом спустя, когда в 1982 году он выступил в качестве режиссёра по производству аниме-сериала Tokimeki Tonight. Дальше он продолжил как режиссёр нескольких махо-сёдзё аниме, в том числе Maho no Tenshi Creamy Mami. В 1986 году стал главным режиссёром Hikari no Densetsu. В настоящее время он делит своё время между режиссурой, написанием сценариев и в качестве координатора серий для различных шоу.

## Аниме
- Absolute Boy (режиссёр, раскадровщик) (2005)
- Ballad of a Shinigami (режиссёр, сценарист, режиссёр по производству, режиссёр по звуковым эффектам) (2006)
- Boku no Marie (режиссёр) (1996)
- Chinpui (раскадровщик, режиссёр по производству) (1989)
- Code Geass (раскадровщик («Го Сакамото») (2006)
- Dirty Pair Flash II (режиссёр) (1994)
- Dirty Pair Flash III (режиссёр, сценарист («Го Сакамото») (1994)
- Esper Mami (раскадровщик, режиссёр по производству) (1987)
- Hikari no Densetsu (режиссёр) (1986)
- House of Five Leaves (Saraiya Goyō) (режиссёр серий, компоновка кадров, сценарист и режиссёр по звуку; режиссёр и раскадровщик открывающей заставки в 1-й и 12-й сериях) (2010)
- Kage Kara Mamoru! (режиссёр по производству открывающей и закрывающей заставки («Го Сакамото») (2006)
- Kimagure Orange Road (режиссёр) (2006)
- Koko wa Green Wood (режиссёр, сценарист) (1991)
- Maho no Tenshi Creamy Mami (режиссёр по производству) (1983)
- Nintama Rantarou (сценарист, раскадровщик, режиссёр по производству) (1993)
- Princess Nine (режиссёр) (1998)
- Seraphim Call (режиссёр, сценарист («Го Сакамото») (1999)
- Twilight Q (режиссёр) (1987)
- Yakumo Tatsu (режиссёр, сценарист («Го Сакамото») (1997)
- Yami to Bōshi to Hon no Tabibito (координатор серий) (2003)
- Yuusha shirei Dagwon (режиссёр, сценарист («Го Сакамото») (1996)
- «Двойная Спика» (режиссёр, координатор серий, сценарист, раскадровщик) (2003)
- «Дораэмон» (различные раскадровки в период Оямы[когда?]

)
- «Здесь слышен океан» (режиссёр) (1993)
- «Ну и ну! Земляничные яйца» (раскадровщик («Го Сакамото»)) (2001)
- «Ранма ½» (раскадровщик, режиссёр по производству) (1989)